# ハリネズミ科
ハリネズミ科（Erinaceidae）は、哺乳綱真無盲腸目ハリネズミ属に含まれる科であり、いわゆるハリネズミやジムヌラなどが属する。

## 分布
アジア、アフリカ、ヨーロッパなどに分布する。
ハリネズミ属はチバニアン（中期更新世）には日本列島にも到達していた。

## 形態
最小種はチビオジムヌラで頭胴長（体長）10センチメートル。体重40グラム。最大種はジムヌラで頭胴長26 - 46センチメートル。尾長16.5 - 30センチメートル。体重0.5 - 2キログラム。
吻は長く、前方に突出する。眼や耳介は大型。歯の数は36 - 44本で、第1門歯が最も発達する。
聴覚や嗅覚は発達する。

## 分類

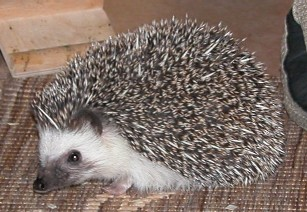
ヨツユビハリネズミ

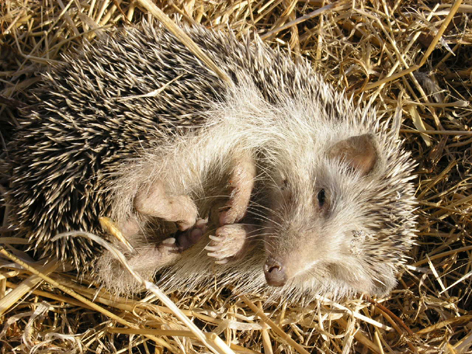
アルジェリアハリネズミ

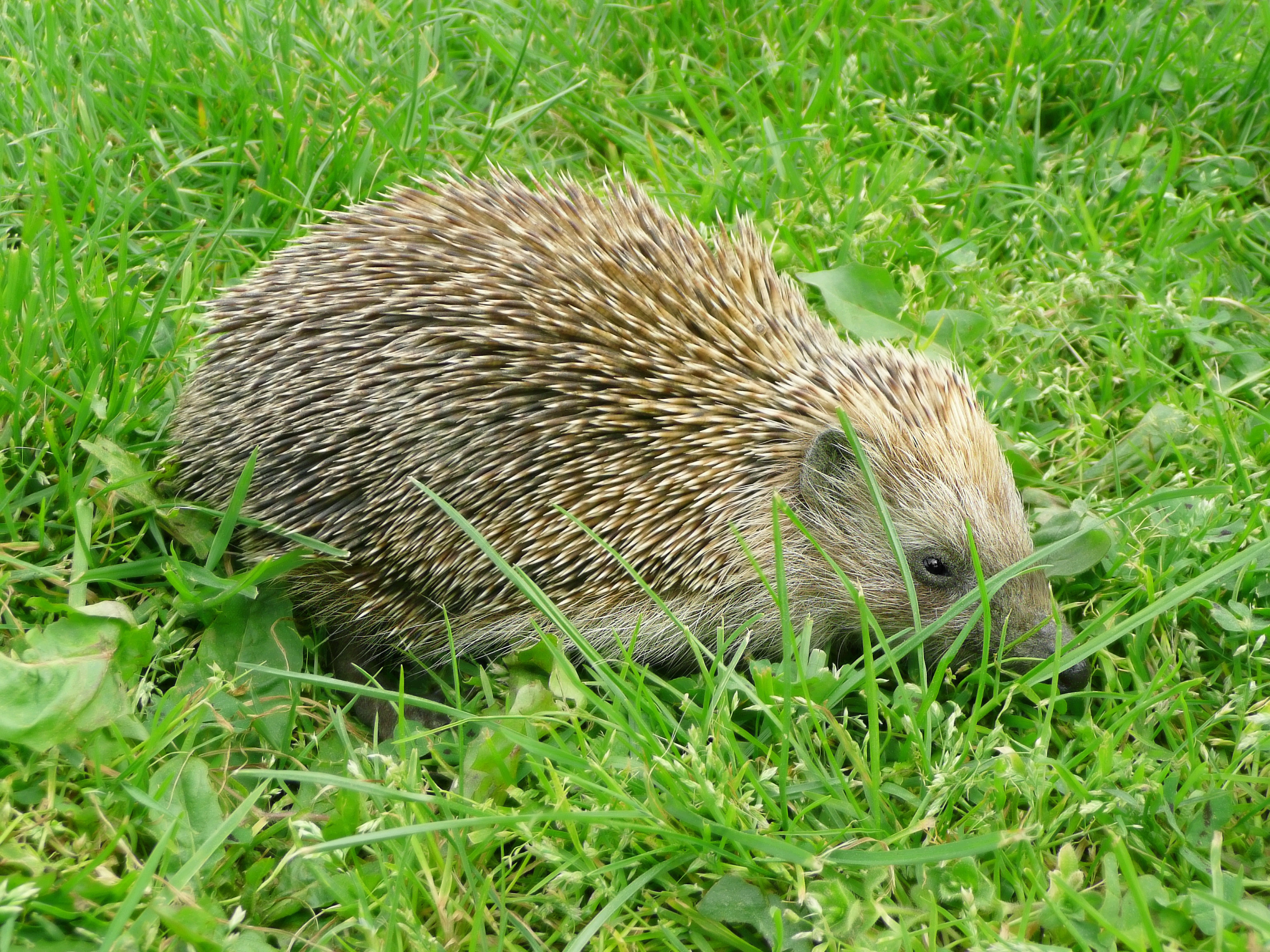
ヒトイロハリネズミ

以前の食虫目Incectivora（無盲腸目Lipotyphla）では、ハリネズミ形亜目Erinaceomorphaに分類されていた。のちに食虫目を分割し、現生科では本科のみでハリネズミ形目Erinaceomorphaを構成する説も提唱されていた。2018年時点の分類体系では、ハリネズミ形目とトガリネズミ形目Soricomorphaは真無盲腸目にまとめられている。
以下の現生種の分類・英名はHutterer (2005)、和名は川田ら (2018) に従う。
- ジムヌラ亜科 Galericinae
  - ジムヌラ属 Echinosorex
    - Echinosorex gymnura ジムヌラ[8] Moonrat

  - チビオジムヌラ属 Hylomys
    - Hylomys megalotis オオミミジムヌラ Long-eared gymnure
    - Hylomys parvus コビトジムヌラ Dwarf gymnure[9]
    - Hylomys suillus チビオジムヌラ Short-tailed gymnure

  - ハイナンジムヌラ属 Neohylomys
    - Neohylomys hainanensis ハイナンジムヌラ Hainan gymnure[10]

  - シナジムヌラ属 Neotetracus
    - Neotetracus sinensis シナジムヌラ Shrew gymnure

  - ミンダナオジムヌラ属 Podogymnura
    - Podogymnura aureospinula トゲジムヌラ Dinagat gymnure[9]
    - Podogymnura truei ミンダナオジムヌラ Mindanao gymnure[9]
- ハリネズミ亜科 Erinaceinae
  - アフリカハリネズミ属 Atelerix
    - Atelerix albiventris ヨツユビハリネズミ Four-toed hedgehog
    - Atelerix algirus アルジェリアハリネズミ North African hedgehog
    - Atelerix frontalis ケープハリネズミ Southern African hedgehog
    - Atelerix sclateri ソマリハリネズミ Somali hedgehog

  - ハリネズミ属 Erinaceus
    - Erinaceus amurensis アムールハリネズミ Amur hedgehog
    - Erinaceus concolor ヒトイロハリネズミ Southern white-breasted hedgehog
    - Erinaceus europaeus ナミハリネズミ West European hedgehog
    - Erinaceus roumanicus キタハリネズミ Northern white-breasted hedgehog

  - オオミミハリネズミ属 Hemiechinus
    - Hemiechinus auritus オオミミハリネズミ Long-eared hedgehog
    - Hemiechinus collaris インドオオミミハリネズミ Indian long-eared hedgehog

  - ダウリアハリネズミ属[4] Mesechinus
    - Mesechinus dauuricus ダウリアハリネズミ[10] Daurian hedgehog
    - Mesechinus hughi モリハリネズミ Hugh's hedgehog[10]

  - インドハリネズミ属 Paraechinus
    - Paraechinus aethiopicus エチオピアハリネズミ Desert hedgehog　
    - Paraechinus hypomelas ブラントハリネズミ Brandt's hedgehog
    - Paraechinus micropus インドハリネズミ Indian hedgehog
    - Paraechinus nudiventris ムナスベハリネズミ Bare-bellied hedgehog

## 生態
森林や砂漠など、様々な環境に生息する。夜行性。群れは形成せず、単独で生活する。
食性は雑食で、おもにミミズ類を食べるが、甲虫類、ハサミムシ類などの無脊椎動物も食べる。カエル類、鳥類の卵や雛、ネズミなどの齧歯類、動物の死骸、果実などを食べることもある。甲殻類、小型軟体動物、魚類も食べる種もいる。

## 人間との関係
森林伐採や農地開発・焼畑による生息地の破壊などにより生息数が減少している種もいる。
ハリネズミ類など、一般家庭でペットとして飼育されている種もいる。